# Сінай-Мару
Сінай-Мару (Shinai Maru) — транспортне судно, яке під час Другої світової війни брало участь у операціях японських збройних сил на Тихому океані.
Судно спорудили в 1924 році на верфі Fuji Shipyard у Нагаті (Осака) для компанії Kishimoto Kisen.
30 жовтня 1937 року під час Другої японо-китайської війни «Сінай-Мару» вийшло з Осаки у складі конвою з 40 транспортів, який 5 листопада здійснив висадку десанту в затоці Ханчжоу південніше від Шанхаю.
У липні 1941-го судно реквізували для потреб Імперської армії Японії. 19 березня 1942-го «Сінай-Мару» разом зі ще 31 транспортом вийшов з Сінгапуру в межах операції по доставці 56-ї піхотної дивізії до Бірми (Перший бірманський транспортний конвой). 25 квітня конвой досягнув Рангуну.
Наприкінці 1942-го японське командування вирішило доправити на Гуадалканал, де вже чотири місяці йшли важкі бої, 6-ту піхотну дивізію Імперської армії Японії. Для цього в окупованому китайському Шанхаї сформували конвой № 35, складений з чотирьох частин. «Сінай-Мару» увійшло до групи С, яка 25 грудня 1942-го вийшла з Шанхаю та пройшла до атола Трук у центральній частині Каролінських островів (тут ще до війни була створена потужна база ВМФ, з якої до лютого 1944 року провадились операції в низці архіпелагів). 19 січня 1943-го група С рушила в південно-східному напрямку, маючи на меті пройти через Бугенвільську протоку (розділяє острови Бугенвіль та Шуазель на заході Соломонових островів) та укритись на якірній стоянці Шортленд — прикритій групою невеликих островів Шортленд акваторії біля південного завершення острова Бугенвіль, де зазвичай відстоювались легкі бойові кораблі та перевалювались вантажі для відправлення їх далі на схід Соломонових островів. 20 січня ворожий підводний човен потопив два з суден групи, ще одне невдовзі було втрачене на Шортленді, так що «Сінай-Мару» стало єдиним вцілілим транспортом ешелону С.
Наприкінці лютого 1943-го «Сінай-Мару» перебувало у Рабаулі — головній передовій базі в архіпелазі Бісмарка, з якої провадились японські операції на Соломонових островах та сході Нової Гвінеї. Тут його вирішили залучити до великої операції з доставки підкріплень японським гарнізонам Лае та Саламауа (в затоці Хуон на східному узбережжі Нової Гвінеї). У ніч проти 1 березня конвой вийшов з Рабаула, при цьому на борту «Сінай-Мару» перебували близько 1 тисячі військовослужбовців, одна 100-мм, дві полкові та три зенітні гармати та 4 десантні баржі «Дайхацу». Союзники організували протидію конвою ударами авіації (події, що стали відомі як битва у морі Бісмарка) та в підсумку потопили всі транспорти. 3 березня «Сінай-Мару» зазнало щонайменше чотирьох прямих влучань бомбами і затонуло.